# Manuel Bartolomé Cossío
Manuel Bartolomé Cossío (Haro, 22 de febrer de 1858 - Collado Mediano, 2 de setembre de 1935) va ésser un pedagog espanyol, deixeble i col·laborador de Francisco Giner de los Ríos.
Estudià dret a la Universitat de Madrid i fou professor de Pedagogia d'aquesta universitat i de la Institución Libre de Enseñanza. També va ser director del Museo Pedagógico Nacional durant 45 anys i de les Misiones Pedagógicas en temps de la Segona República espanyola. La reforma educativa d'aquells anys va estar molt influenciada per l'ideari de Cossío; la Generalitat de Catalunya posà el seu nom a l'"Institut-Escola Manuel Bartolomé Cossío" de Sabadell.
La seua obra escrita inclou temes pedagògics i treballs sobre art espanyol i italià.

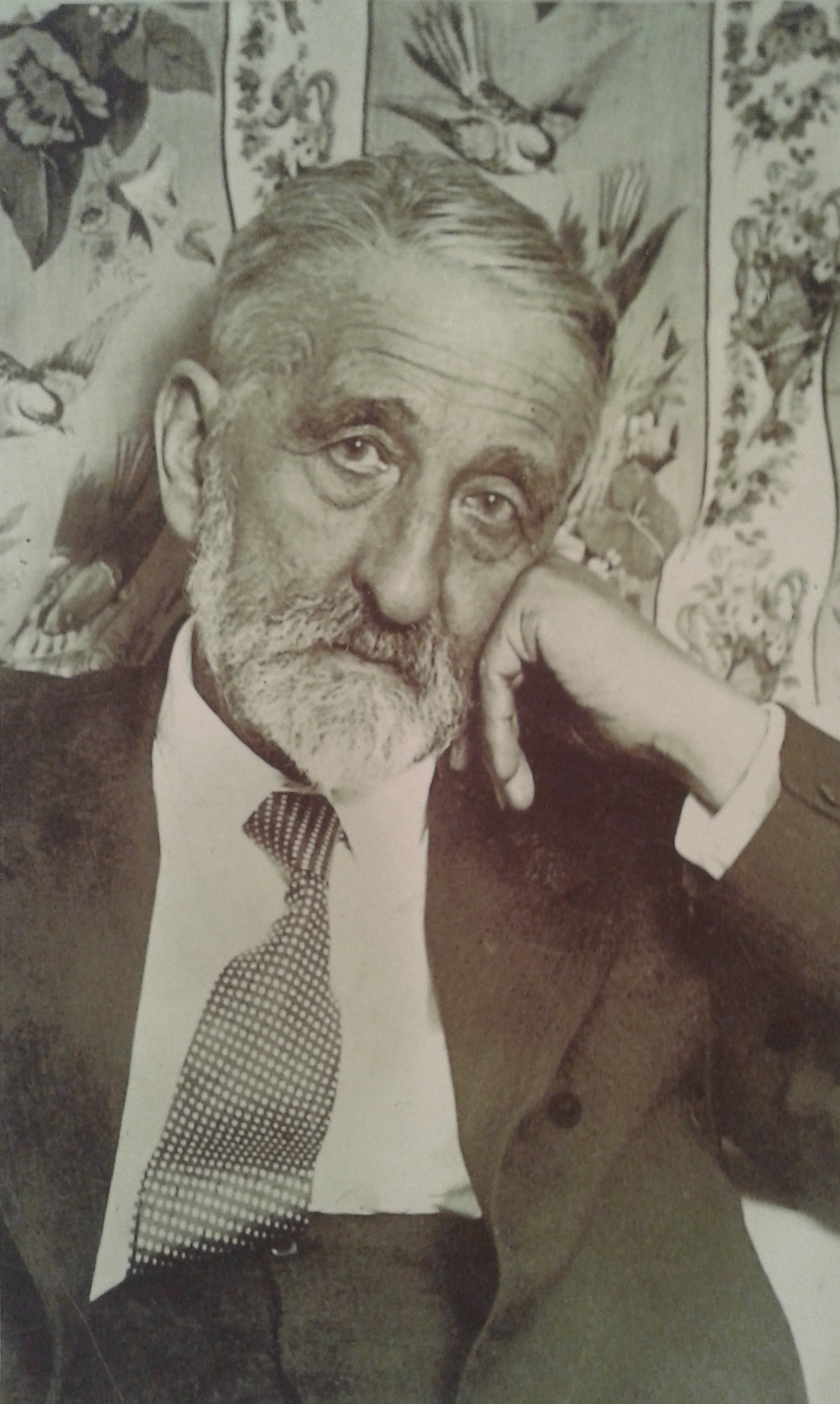
Cossío (1931)